# Chiesa di San Giovanni Battista a Varna
La chiesa di San Giovanni a Varna si trova su una piccola altura dominante l'abitato di Varna, frazione del comune di Gambassi Terme, in provincia di Firenze, diocesi di Volterra.

## Storia
Posta lunga la strada che collega Castelfiorentino a Gambassi Terme, una delle strade di collegamento tra i vari rami della via Francigena nel territorio valdelsano, originariamente faceva parte del piviere di Santa Maria Assunta a Chianni: figura regolarmente negli elenchi delle decime di fine Duecento, inizi Trecento.
La prima testimonianza documentata su questo edificio risale al 1230 quando risulta tra i luoghi danneggiati dai volterrani durante una campagna militare nei confronti di San Gimignano. Al 19 dicembre 1390 risale un lascito di tale Giovanni fu Masino: tutti i frutti dei suoi beni per un periodo di otto anni sarebbero andati alla "societati Sancti Johannis de Varna", somme che arrivarono a toccare i 400 fiorini.
Attiguo all'edificio, fu costruito nel 1577 l'oratorio della Compagnia del Santissimo Sacramento: qui è stato poi trasferito l'altare maggiore in seguito alle disposizioni del Concilio vaticano II.
Nel 1705 fu modificata la facciata e furono rialzati i muri perimetrali per un'altezza di circa due metri. Fu elevata alla dignità di pieve battesimale nel 1785 dotandola di fonte battesimale e le vennero annesse le priorie di Catignano e di San Pietro a Cerreto.
Socrate Isolani nel 1924 aveva letto la data 1300 in una lastra di pietra murata sopra la porta di ingresso, un'iscrizione gotica in lettere maiuscole, riguardante alcuni restauri effettuati alla chiesa e alla canonica da un certo prete Giovanni.

## Descrizione
Conserva interessanti elementi architettonici nella parete settentrionale (una monofora e tracce di tre porte tamponate).
Custodisce all'interno una replica della Madonna col Bambino e santi di Andrea del Sarto.